# Martin Kampmann
Pour les articles homonymes, voir Kampmann.
Martin Kampmann Frederiksen, né le 17 avril 1982 à Aarhus, est un pratiquant professionnel de MMA danois. Il est actuellement en concurrence dans la division poids mi-moyens de l'Ultimate Fighting Championship.

## Palmarès en MMA
| 27 combats           | 20 victoires | 7 défaites |
| Par KO               | 8            | 5          |
| Par soumission       | 7            | 0          |
| Sur décision         | 4            | 2          |
| Par disqualification | 1            | 0          |

| Résultat | Record | Adversaire         | Méthode                                 | Événement                            | Date              | Round | Temps | Lieu                                    | Notes                   |
| -------- | ------ | ------------------ | --------------------------------------- | ------------------------------------ | ----------------- | ----- | ----- | --------------------------------------- | ----------------------- |
| Défaite  | 20-7   | Carlos Condit      | TKO (coups de poing et coups de genou)  | UFC Fight Night: Condit vs. Kampmann | 28 août 2013      | 4     | 0:54  | Indianapolis, Indiana, États-Unis       | Combat de la soirée     |
| Défaite  | 20-6   | Johny Hendricks    | KO (coup de poing)                      | UFC 154 : St-Pierre vs. Condit       | 17 novembre 2012  | 1     | 0:46  | Montréal, Canada                        |                         |
| Victoire | 20-5   | Jake Ellenberger   | TKO (coups de genou et coups de poing)  | The Ultimate Fighter 15 Finale       | 1er juin 2012     | 2     | 1:40  | Las Vegas, Nevada, États-Unis           |                         |
| Victoire | 19-5   | Thiago Alves       | Soumission (étranglement en guillotine) | UFC on FX: Alves vs. Kampmann        | 3 mars 2012       | 3     | 4:12  | Sydney, Australie                       | Soumission de la soirée |
| Victoire | 18-5   | Rick Story         | Décision unanime                        | UFC 139: Shogun vs. Henderson        | 19 novembre 2011  | 3     | 5:00  | San José, Californie, États-Unis        |                         |
| Défaite  | 17-5   | Diego Sanchez      | Décision unanime                        | UFC Live: Sanchez vs. Kampmann       | 3 mars 2011       | 3     | 5:00  | Louisville, Kentucky, États-Unis        | Combat de la soirée     |
| Défaite  | 17-4   | Jake Shields       | Decision partagée                       | UFC 121: Lesnar vs. Velasquez        | 23 octobre 2010   | 3     | 5:00  | Anaheim, Californie, États-Unis         |                         |
| Victoire | 17-3   | Paulo Thiago       | Décision unanime                        | UFC 115: Liddell vs. Franklin        | 12 juin 2010      | 3     | 5:00  | Vancouver, Colombie-Britannique, Canada |                         |
| Victoire | 16-3   | Jacob Volkmann     | Soumission (étranglement en guillotine) | UFC 108: Evans vs. Silva             | 2 janvier 2010    | 1     | 4:03  | Las Vegas, Nevada, États-Unis           |                         |
| Défaite  | 15-3   | Paul Daley         | TKO (coups de poing)                    | UFC 103: Franklin vs. Belfort        | 19 septembre 2009 | 1     | 2:31  | Dallas, Texas, États-Unis               |                         |
| Victoire | 15-2   | Carlos Condit      | Décision partagée                       | UFC Fight Night: Condit vs. Kampmann | 1er avril 2009    | 3     | 5:00  | Nashville, Tennessee, États-Unis        |                         |
| Victoire | 14-2   | Alexandre Barros   | TKO (coups de poing)                    | UFC 93: Franklin vs. Henderson       | 17 janvier 2009   | 2     | 3:07  | Dublin, Irlande                         | Début en poids mi-moyen |
| Défaite  | 13-2   | Nate Marquardt     | TKO (frappes)                           | UFC 88 : Breakthrough                | 6 septembre 2008  | 1     | 1:22  | Atlanta, Géorgie, États-Unis            |                         |
| Victoire | 13-1   | Jorge Rivera       | Soumission (étranglement en guillotine) | UFC 85: Bedlam                       | 7 juin 2008       | 1     | 2:44  | Londres, Angleterre                     |                         |
| Victoire | 12-1   | Drew McFedries     | Soumission (étranglement bras/tête)     | UFC 68: Uprising                     | 3 mars 2007       | 1     | 4:06  | Columbus, Ohio, États-Unis              | Soumission de la soirée |
| Victoire | 11-1   | Thales Leites      | Décision unanime                        | The Ultimate Fighter 4 Finale        | 11 novembre 2006  | 3     | 5:00  | Las Vegas, Nevada, États-Unis           |                         |
| Victoire | 10-1   | Crafton Wallace    | Soumission (rear naked choke)           | UFC Fight Night 6                    | 17 août 2006      | 1     | 2:59  | Las Vegas, Nevada, États-Unis           |                         |
| Victoire | 9-1    | Edwin Aguilar      | TKO (coups de poing)                    | WFA: King of the Streets             | 22 juillet 2006   | 1     | 2:43  | Los Angeles, Californie, États-Unis     |                         |
| Victoire | 8-1    | Damien Riccio      | Soumission (rear naked choke)           | CWFC: Strike Force 4                 | 26 novembre 2005  | 2     | 1:58  | Coventry, Angleterre                    |                         |
| Victoire | 7-1    | Matt Ewin          | Soumission (verbale)                    | CWFC: Strike Force 2                 | 16 juillet 2005   | 1     | 2:45  | Coventry, Angleterre                    |                         |
| Victoire | 6-1    | Brendan Seguin     | KO (coup de pied à la tête)             | KOTC: Warzone                        | 24 juin 2005      | 1     | 2:05  | Sheffield, Angleterre                   |                         |
| Victoire | 5-1    | Matt Ewin          | TKO (arrêt du coin)                     | HOP: Fight Night 2                   | 4 mars 2005       | 1     | 5:00  | Swansea, Pays de Galles                 |                         |
| Défaite  | 4-1    | Andrei Semenov     | TKO (arrêt du médecin)                  | M1 Global Middleweight GP            | 9 octobre 2004    | 1     | 1:21  | Saint-Pétersbourg, Russie               |                         |
| Victoire | 4-0    | Xavier Foupa-Pokam | Disqualification                        | EVT 2: Hazard                        | 4 avril 2004      | 2     | 0:27  | Stockholm, Suède                        |                         |
| Victoire | 3-0    | Toni Vivas         | TKO (coups de poing)                    | EVT 1: Genesis                       | 6 décembre 2003   | 1     | 1:23  | Copenhague, Danemark                    |                         |
| Victoire | 2-0    | Dave Jones         | KO (coup de genou)                      | XFC 2: The Perfect Storm             | 9 novembre 2003   | 1     | N/A   | Cornouailles, Angleterre                |                         |
| Victoire | 1-0    | Gert Mannaerts     | TKO (coups de poing)                    | Viking Fight 3: Rumble in the West   | 15 février 2003   | 1     | N/A   | Aarhus, Danemark                        |                         |